# 獐牙菜
獐牙菜（学名：Swertia bimaculata）为龙胆科獐牙菜属下的一个种。

## 扩展阅读
維基物種上的相關：獐牙菜